# Kruthmedaljen
Kruthmedaljen är en utmärkelse som delas ut av Sveriges Dövas Riksförbund i samband med kongressen vart fjärde år till ära av dövrörelsens nestor Lars Kruth. Medaljen delades ut för första gången 1989 och Lars Kruth fick nummer 1. Kruthmedaljen rankas som det absolut finaste man kan få i dövsammanhang i Sverige. Till dags dato (2024) har 34 pristagare fått motta priset. Nästa prisutdelningstillfälle är 2025. 

## Lars Kruth
Sveriges Dövas Riksförbund hedrar Lars Kruth (1920–2019) genom att dela ut pris i hans namn till de personer som gjort stora insatser för döva. Kruth själv är en pionjär inom dövrörelsen i Sverige. Han var ordförande i Sveriges Dövas Riksförbund i flera omgångar. Han blev förbundsordförande endast 35 år gammal, 1955. När han förlorade hörseln 1930 föddes en drivkraft inom honom och han kom att bli en av förgrundsgestalterna för teckenspråket. Bland annat var han med om att grunda Västanviks folkhögskola i Leksand.
Han blev hedersdoktor 1980 vid Stockholms universitet, ett år innan Sveriges riksdag beslutade att teckenspråket officiellt är dövas modersmål, även ett resultat av träget arbete från hans sida.

## Mottagare
1989:
- Nr 1 Lars Kruth

1992:
- Nr 2 Brita Bergman
- Nr 3 Osvald Dahlgren
- Nr 4 Åsa Hammar

1995:
- Nr 5 Göte Hanson
- Nr 6 Bo Carlsson
- Nr 7 Inger Ahlgren

1997:
- Nr 8 Bengt-Olof Mattsson

1999:
- Nr 9 Astrid Fredriksson
- Nr 10 Barbro Carlsson
- Nr 11 Börje Edwall

2002:
- Nr 12 Alma Abrahamsson (postumt, avled den 10 maj 1977)
- Nr 13 Lars Ohlsson
- Nr 14 Anne-Marie Wikström
- Nr 15 Gunnel Sträng

2005:
- Nr 16 Britta Hegethorn (postumt, avled den 10 januari 2005)
- Nr 17 Karl-Erik Karlsson
- Nr 18 Sten Ulfsparre 2005
- Nr 19 Olga Svensson Richter

2009:
- Nr 20 Beata Lundström
- Nr 21 Kristina Svartholm
- Nr 22 Gum Anders Andersson  (postumt, avled den 1 april 2008)
- Nr 23 Christer Degsell
- Nr 24 Lars-Åke Wikström

2013:
- Nr 25 Gunnel Backenroth
- Nr 26 Christa Ekholm
- Nr 27 Gunnar Hellström
- Nr 28 Josette Bushell-Mingo

2017:
- Nr 29 Lars Wallin
- Nr 30 Gunilla Preisler
- Nr 31 Sven-Erik Malmström

2021:
- Nr 32 Tord Lind
- Nr 33 Päivi Fredäng
- Nr 34 Anna-Britta Larsson